# Всемирная выставка (1872)
Всеми́рная вы́ставка 1872 го́да проходила со 2 июня по 31 октября в специально построенном для этого выставочном комплексе в парке «Тет д’Ор» на севере города Лиона, Франция.
После успеха Всемирной выставки, состоявшейся в Париже в 1867 году, деловые круги Лиона выступили с инициативой проведения аналогичной выставки в своём городе. Открытие выставки было намечено на 1870 год, однако его пришлось отложить на два года из-за разразившейся Франко-прусской войны 1870—1871 годов. Итоги выставки не имели того успеха, на который рассчитывали её организаторы. Лишь состоявшаяся в 1894 году Всемирная, международная и колониальная выставка принесла городу славу выставочного центра.